# Межкорейский саммит (сентябрь 2018)
Межкорейский саммит 2018 года (18—20 сентября 2018 года) — 5-я встреча на высшем уровне глав государств Ким Чен Ына и Мун Чжэ Ина после потепления отношений двух Корей в 2018 году.

## Место встречи
Встреча 18 и 19 сентября проходила в Пхеньяне, столице КНДР.
20 сентября лидеры корейских государств отправились к горе Пэктусан в провинции Янгандо.

## Повестка саммита
Как и в прошлый раз, встреча была направлена также на ядерное разоружение и улучшение межкорейских отношений для взаимной выгоды.
Президент Мун Чжэ Ин прибыл в пхеньянский аэропорт Сунан утром 18 сентября 2018 года. Встречать лидера Республики Кореи прибыл Ким Чен Ын лично с супругой. Помимо него присутствовали формальный глава северокорейского государства, председатель президиума Верховного народного собрания Ким Ён Нам, заместители председателя ЦК Трудовой партии Кореи директор оргкомитета ЦК Цой Рён Хэ (Чхве Рён Хэ) и директор международного отдела ЦК Ли Су Ён, глава МИД КНДР Ли Ён Хо, председатель Главного политического управления (ГПУ) Ким Су Гиль, министр Народных вооруженных сил Но Хван Чхоль (Ро Гван Чхоль), глава партийного комитета Пхеньяна Ким Нын О, председатель Комитета по мирному объединению родины Ли Сон Гвон, председатель Народного комитета Пхеньяна Цой Хи Рим.
После встречи лидеры тепло обнялись, пионеры вручили гостям цветы. Встречей активно руководила сестра вождя Ким Ё Чжон. Лидеры приняли небольшой парад на взлётном поле, после чего отправились в город. Вдоль всего пути следования кортежа стояли ликующие местные жители, размахивающие розовыми цветами и флагами КНДР и единой Кореи, скандируя "Объединение родины!". Около выставочного центра "Рёнмоттон" Ким Чен Ын и Мун Чжэ Ин остановились и вышли из машин на дорогу. Потом они сели в лимузин "Мерседес" с открытым верхом и вместе проехали до Пхеньяна, приветствуя народ. Ким был одет в застегнутый наглухо черный френч, а Мун  — в серый европейский костюм с серо-бордовым галстуком.
От Пхеньяна до резиденции для почётных гостей "Пэкхвавон" ("Сад ста цветов"), где остановился южнокорейский президент с делегацией из 150 человек, дорога была уже пустой, без ликующей толпы на обочине. В резиденции "Пэкхвавон" проходят практически все важные переговоры в КНДР. Так, в 2000 году там встречались президент России Владимир Путин и тогдашний руководитель КНДР Ким Чен Ир.
Далее прошёл торжественный обед, а затем первый раунд переговоров, продолжившихся во второй день. Ким Чен Ын сводил южнокорейскую делегацию в новый рыбный ресторан "Тэдонган", где в фойе ресторана располагался огромный бассейн с осетрами. Мун посадил на память о визите дерево, что представляет собой очень распространённый обычай в странах Азии. Это 10-летнее дерево кассия трубчатая (Koelreuteria paniculata). Президент отметил, что оно цветёт золотистыми цветами и символизирует процветание и богатство, тем самым пожелав отношениям Юга и Севера благополучно развиваться. Перед деревом табличка: "В память о визите президента Республики Кореи Мун Чжэ Ина в Пхеньян 18-21 сентября 2018 года".
Последний третий день визита в КНДР Мун Чжэ Ин посвятил восхождению на священный для всех корейцев вулкан Пэктусан, с которым связано много легенд, в том числе о происхождении корейской нации. Расположена гора на границе КНДР и Китая, и часть её находится на китайской территории. Благодаря хорошей погоде лидеры смогли спуститься по канатной дороге к озеру Чхонджи в кратере потухшего вулкана. Супруга президента Муна Ким Чжон Сук наполнила водой из озера пластиковую бутылку, в которой наполовину была вода с горы Халласан на самом южном корейском острове Чеджудо; таким образом воды двух частей Кореи слились воедино.
Ким подарил президенту Южной Кореи две тонны ценных деликатесных грибов сони-посот. Грибы будут направлены членам разделённых семей, которые пока ни разу не смогли встретиться со своими родственниками на Севере, ко дню поминовения, который выпадает на будущую неделю.
Сообщается, что делегации Южной Кореи было предложено остаться ещё на один день, но она не смогла этого сделать.

## Результаты
В ходе мероприятий саммита было подписано совместное заявление о намерениях продолжать усилия по избавлению Корейского полуострова от ядерного оружия и угрозы войны. Сеул и Пхеньян договорились прекратить крупномасштабные артиллерийские учения и военные полеты близ демилитаризованной зоны для предотвращения инцидентов, вывести оттуда военных и разоружить персонал пограничного пункта Пханмунджом, создать в приграничных районах Желтого и Японского морей 80-километровую зону, где не будут проводиться военные учения, и начать воссоединение транскорейской железной дороги.  Страны решили направить совместную заявку для проведения Олимпиады 2032 года и направить единую команду на грядущие Игры-2020 в Токио. По приглашению президента Муна Ким Чен Ын пообещал посетить Сеул, что будет впервые в истории.
Однако активность контактов между Севером и Югом резко сократилась после безрезультатного ханойского саммита в феврале 2019 года, в ходе которого президенту США Дональду Трампу и Ким Чен Ыну не удалось достичь соглашения. Тем не менее Трамп, Ким Чен Ын и Мун Чжэ Ин незапланированно встретились 1 июля того года в пограничном пункте Пханмунджом, где провели короткие переговоры.
Ким Чен Ын отказался приезжать на саммит Ассоциации государств Юго-Восточной Азии (АСЕАН) 25 ноября 2019 года в Пусане, куда его лично пригласил президент Южной Кореи, сославшись на неподходящий момент.